# Miss Italia 1991

Pina Siracusa con la fascia di Miss Coraggio

Alain Delon premia la Colombari

Le tre miss elette del 1991

Martina Colombari

Miss Italia 1991 si è svolta a Salsomaggiore Terme il 6 e il 7 settembre 1991. Il concorso è stato condotto da Fabrizio Frizzi, in diretta da Salsomaggiore Terme su Rai Uno, con la direzione artistica di Enzo Mirigliani. Presidente della giuria artistica è Alain Delon, che ha incoronato la vincitrice del concorso, la sedicenne Martina Colombari di Riccione (RN), che diviene la nona più giovane Miss Italia eletta (dopo Anna Kanakis, Susanna Huckstep, Lucia Bosè, Cinzia Lenzi, Patrizia Nanetti, Anna Maria Bugliari, Paola Bresciano e Eleonora Benfatto).

## Risultati
| Risultato finale     | Concorrente                       |
| -------------------- | --------------------------------- |
| Miss Italia 1991     | - – Martina Colombari             |
| Seconda classificata | - – Tatiana Zaghet                |
| Terza classificata   | - – Gioia Mariotti                |
| Miss Eleganza        | - – Rosy Morgese                  |
| Miss Cinema          | - – Gioia Mariotti                |
| Miss Modella Domani  | - – Silvia Serra                  |
| Miss Coraggio        | - – Pina Siracusa (non in finale) |
| Miss Hair Girl       | - – Tatiana Zaghet                |

## Concorrenti
Al concorso si iscrissero trentamila candidate, 120 arrivarono alle semifinali e 60 alla finale.
01) Lorena Marianna Ambrogio (Miss Piemonte)

02) Ornella Entrade (Miss Lombardia)

03) Monica Zerlottin (Miss Trentino Alto Adige)

04) Tatiana Zaghet (Miss Friuli Venezia Giulia)

05) Mara Battilana (Miss Eleganza Veneto)

06) Teresa D'Alessandro (Miss Eleganza Liguria)

07) Barbara Landuzzi (Miss Emilia)

08) Gioia Mariotti (Miss Toscana)

09) Martina Colombari (Miss Romagna)

10) Olivia Labella (Miss Umbria)

11) Anna Bertucci (Miss Lazio)

12) Barbara Delli Figorilli (Miss Liguria)

13) Deborah Negrel (Miss Linea Sprint Abruzzo)

14) Franca Furfaro (Miss Molise)

15) Rosaria Gelao (Miss Modella Domani Puglia)

16) Sara Capuano (Miss Ragazze in Gambissime Campania)

17) Loredana Cardone (Miss Ragazze in Gambissime Calabria)

18) Barbara Caffi (Miss Eleganza Sicilia)

19) Ilaria Murtas (Miss Sardegna)

20) Simona Gambatesa (Miss Cinema Lombardia)

21) Roberta Occoffer (Miss Cinema Trentino Alto Adige)

22) Matilde Marcelli (Miss Cinema Toscana)

23) Alessandra Gessi (Miss Cinema Romagna)

24) Isabella Matrundola (Miss Cinema Lazio)

25) Michela Pantaleone (Miss Cinema Umbria)

26) Katia Traballone (Miss Cinema Marche)

27) Daniela Curci (Miss Cinema Abruzzo)

28) Silvia Serra (Miss Cinema Sardegna)

29) Rosy Morgese (Miss Eleganza Lombardia)

30) Manuela Rojatti (Miss Eleganza Friuli Venezia Giulia)

31) Raffaella Capogna (Miss Eleganza Lazio)

32) Anna Greco (Miss Eleganza Marche)

33) Alessandra Massa (Miss Eleganza Abruzzo)

34) Manola Micheli (Ragazze in Gambissime Lombardia)

35) Martina Zini (Ragazze in Gambissime Friuli Venezia Giulia)

36) Chiara Grimaldeschi (Ragazze in Gambissime Toscana)

37) Giorgia Riccardi (Ragazze in Gambissime Lazio)

38) Zoraima Festa (Ragazze in Gambissime Abruzzo)

39) Monica Rosi (Miss Modella Domani Lombardia)

40) Deborah Di Ciocco (Miss Modella Domani Toscana)

41) Romina Ricci (Miss Modella Domani Lazio)

42) Eleonora Foglia (Miss Modella Domani Calabria)

43) Samanta Assirelli (Miss Linea Sprint Forlì)

44) Vanessa Rossi (Miss Linea Sprint Roma)

45) Katia Trevisan (Miss Linea Sprint Torino)

46) Andreina Carbonari (Miss Linea Sprint Pordenone)

47) Maria Grazia Frison (Miss Linea Sprint Venezia)

48) Sendi Bini (Miss Linea Sprint Lucca)

49) Lucia Lelli (Miss Linea Sprint Chiusi)

50) Natascia Pastorello (Miss Linea Sprint Velletri)

51) Emanuela Marra (Miss Linea Sprint Taranto)

52) Federica Congiu (Miss Linea Sprint Cagliari)

53) Eleonora Capuana (Miss Linea Sprint Milano)

54) Danila Autovino (Miss Linea Sprint Monza)

55) Milena Consolini (Miss Linea Sprint Milano)

56) Jessy Calzà (Miss Linea Sprint Savona)

57) Gabriella Bellachioma (Miss Linea Sprint Roma)

58) Claudia Pandolfi (Miss Linea Sprint Roma)

59) Giorgia Montin (Miss Linea Sprint Padova)

60) Tiziana Carchella (Miss Linea Sprint Roma)

## Riserve
61) Sabina Parma Miss (Linea Sprint Emilia)
62) Maria Elena De Baar (Miss Valle D’Aosta)
63) Katia Nardelli (Miss Cinema Puglia)
64) Irene Bufo (Miss Eleganza Puglia)

## Giuria
- Alain Delon (presidente)
- Franco Zeffirelli
- Alberto Tomba
- Pat Cleveland
- Gino Bramieri
- Pamela Prati
- Rosanna Lambertucci
- Milo Manara
- Massimiliano Mazzoni (tredicenne che tempestò di lettere e richieste gli organizzatori)
- Alba Parietti